# Divinas palabras (film, 1978)
Pour le film de 1987, voir Divinas palabras (film, 1987).
Pour plus de détails, voir Fiche technique et Distribution.
Divinas palabras est un film mexicain réalisé par Juan Ibáñez, sorti en 1978.

## Synopsis
Mari Gaila est une femme adultère qui vit au milieu des voleurs et des bêtes de foire.

## Fiche technique
- Titre : Divinas palabras
- Réalisation : Juan Ibáñez
- Scénario : Juan Ibáñez d'après la pièce de théâtre de Ramón del Valle-Inclán
- Photographie : Gabriel Figueroa
- Montage : Gloria Schoemann
- Société de production : Corporación Nacional Cinematográfica
- Pays :  Mexique
- Genre : Drame
- Durée : 100 minutes
- Date de sortie : 
  - Mexique : 6 juin 1978

## Distribution
- Silvia Pinal : Mari Gaila
- Mario Almada : Séptimo Miau
- Guillermo Orea : Pedro Galio
- Martha Zabaleta : Tatula
- Martha Verduzco : Marica
- Xavier Estrada : Laureano
- Magda Vizcaíno : Juana la Reina

## Distinctions
Le film a remporté l'Ariel de la meilleure photographie.